# Moravská Chrastová

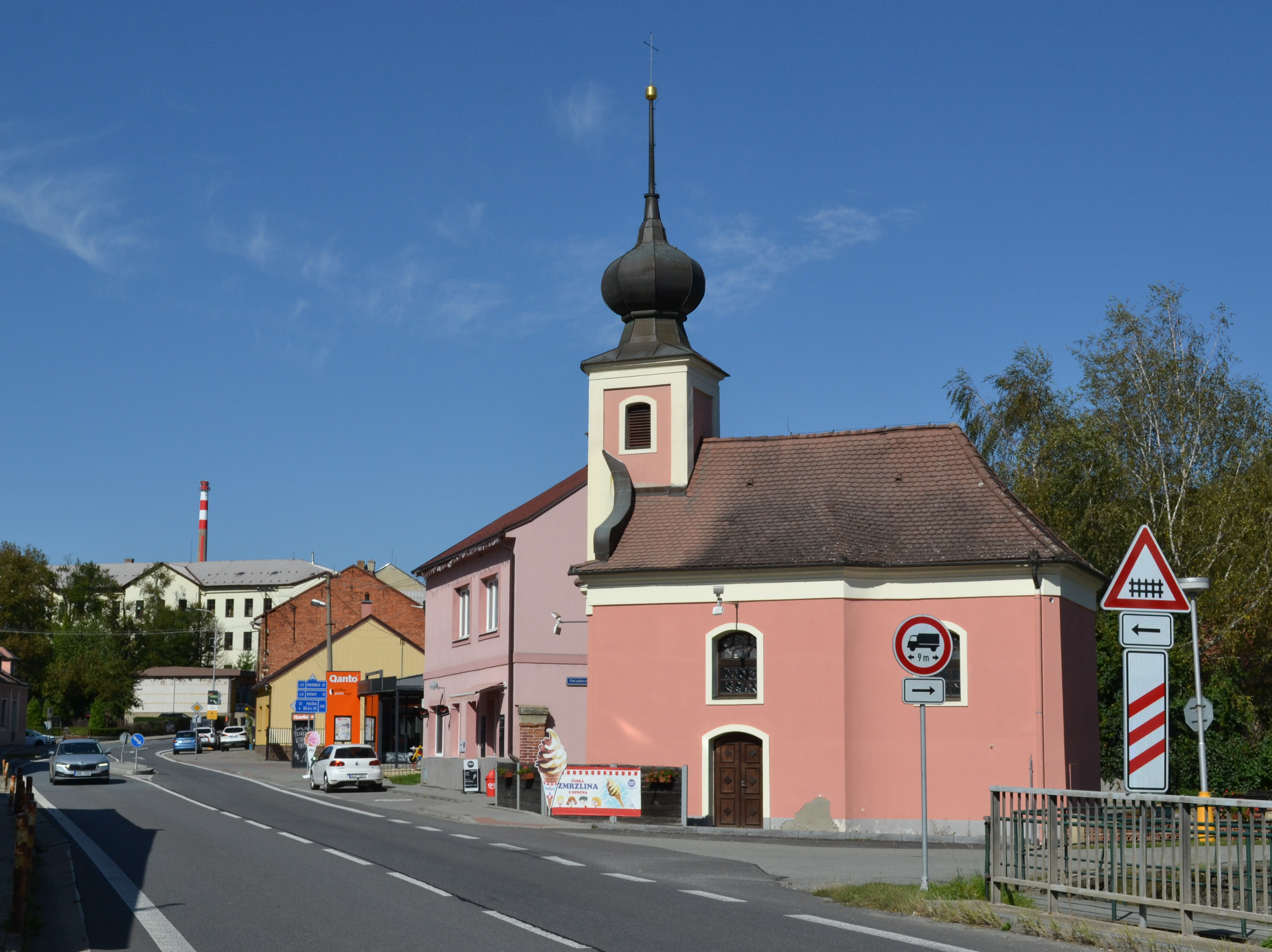
Moravská Chrastová (2024)

Moravská Chrastová (deutsch Mährisch Chrostau) ist ein Gemeindeteil des Ortes Brněnec in Tschechien. Er liegt im Okres Svitavy und ca. 15 km entfernt von Svitavy.

## Geographie
Mährisch Chrostau war vormals Teil der historischen Sprachinsel Schönhengstgau. Der im Zwitta-Tal gelegene Ort wird vom gleichnamigen Fluss Svitava durchflossen. Im Norden grenzt Moravská Chrastová an Brněnec (Brünnlitz), im Osten an Želivsko (Selsen), südlich kommt Půlpecen (Pulpetzen) und im Westen Chrastavec (Böhmisch Chrostau). 

## Geschichte
Mährisch Chrostau wurde im Zuge der Kolonisation der böhmischen Länder im 13. Jahrhundert von deutschen Siedlern gegründet. Erste Nennung des Ortes Chrostau erfolgte in einem Ortsverzeichnis aus der Zeit des Bistum Olmütz|Olmützer Bischofs Kondrad (1318–1326); das Bistum Olmütz war hier Grundherr. Das im Ort bestandene Erbgericht wurde im Jahre 1323 von Bischof Konrad an den Richter Branisch verliehen. Zwischen 1619 und 1808 gehörte es der Familie Schwab. Zum Erbgericht zählte auch eine Mühle und ein Teich. 
Seit 1873 befand sich im Ort eine 1-klassige deutsche Volksschule, welche im Jahre 1901 durch eine 4-klassige Volksschule ersetzt wurde. Zudem befindet sich auf der Hauptstraße eine kleine, dem  hl. Isidor gewidmete Kapelle und eine 1890 eingeweihte evangelische Kirche. Nach dem Kriegsende 1945 wurde die deutsche Bevölkerung des Ortes vertrieben, was einen enormen wirtschaftlichen Niedergang bedeutete.
Der Wiener Maler Konstantin Stoitzner (* 20. Juli 1863) wurde in Mähr.-Chrostau Nr. 29 als Sohn des Botanikers und Hauslehrers der Familie Bader, Karl Stoitzner geboren.

## Industrie
Im Jahre 1852 errichteten die Wiener Brüder Bader eine Seidenfabrik, die etwa 500 Arbeiter beschäftigte (Stand: 1904). Die nahegelegene Arbeiter-Kolonie Marienthal trägt den Namen der Frau Bader.
Ebenfalls großer Arbeitgeber, aber schon in Brünnlitz gelegen, war die Tuchfabrik Löw-Beer. Diese wurde 1944 von Oskar Schindler erworben, wo er Juden vor dem Tod rettete.